# 趙詠華
趙詠華（1967年5月19日—），台灣女歌手。

## 經歷
小學一年級參加臺北市基督教兒童合唱團，開始學聲樂。小學二年級開始演唱卡通歌曲，共灌錄20餘張卡通歌專輯，除了《無敵鐵金剛》、《科學小飛俠》、《小英的故事》等合唱 曲外，1977年，她獨唱的《小天使》主題曲更是大家最耳熟能詳的卡通歌曲。 1984年，開始到民歌西餐廳演唱並且在兩年後與鈕大可對唱〈無奈〉。 1988年，趙詠華於致理商專商業文書科畢業後，加盟全美唱片（由點將唱片發行）。出版第一張專輯《多說一些話》，但事實上真正使趙詠華成名的歌曲是該專輯第二首歌〈越飛越高〉，和搭配台視連續劇《金粉世家》（張恨水原著改編）的〈從來不肯對你說〉，以及〈嘿！聽我這首歌〉。當時，趙詠華與點將唱片的同僚張清芳及許景淳均以高亢甜美的嗓音著稱。趙詠華於點將唱片時期計有7張作品。
1993年，轉往滾石唱片，與製作人李正帆譜出戀曲；該時期的〈求婚〉、〈最浪漫的事〉，至今仍是華語情歌的經典作品。8月25日應邀參加由文化總會主辦的「流行金曲交響夜」演唱會，趙詠華與知名男高音陳容合唱〈忘我的愛〉及〈其實你不懂我的心〉，以古典男高音與流行女美聲結合的新風格詮釋流行歌曲，廣獲好評。1996年，轉往寶麗金，此時與李正帆的戀情也告終止。主持台南府城電台《小華當家》廣播節目。同年參加屏風表演班十年大戲《京劇啟示錄》演出，首次參與舞台劇即擔任女主角重任，並拜師學習京劇唱腔及身段，表現傑出。1997年8月，應邀赴美國洛杉磯舉辦國際歌友會，除了在華僑文化中心舉辦的小型演唱會及簽名會外，還與殘障朋友共遊迪士尼樂園，並獲頒「迪士尼榮譽公民」狀。1998年12月26日，應邀前往美國拉斯維加斯MIRAGE飯店，與任賢齊舉行兩人首度同台的耶誕演唱會。2000年，轉往新力博德曼，但僅出了1張專輯後即淡出歌壇。
2001年，應臺中市全國廣播電台邀約主持《音樂天使》廣播節目，再度發揮廣播長才，引起熱烈迴響，收聽率居高不下。
2002年，第二次參與舞台劇演出，參加果陀劇團大型歌舞劇─《城市之光》擔任女主角，與生俱來的好歌聲和努力不懈練成的芭蕾舞蹈，令人驚豔，戲中飾演盲女一角與飾演流浪漢的男主角巫啟賢，之間一段段感人肺腑的感情戲，演來絲絲入扣、賺人熱淚、自然而不做作的表演方式，吸引許多歌迷以外的觀眾們大好評。
2006年，應製作人小蟲之邀，主唱百萬人民倒扁運動主題曲〈紅花雨〉。
2007年，個人第一次演唱會。演唱電視劇惡作劇2吻插曲《藏在微笑裡的秘密》，收錄在《惡作劇2吻電視原聲帶》，艾迴發行。並在超級星光大道第一季與參賽者徐宛鈴（徐凱希）合唱《求婚》。
2009年，演出大愛劇場"幸福的起點"女主角，參與此劇大愛劇場台北、台中感恩見面會。同年趙詠華與堂娜、萬芳以及潘越雲合作"真愛女人"演唱會。
2012年，"Legacy天堂"演唱會，趙詠華首次個人售票演唱會。
2013年，趙詠華自資唱片再度出專輯，並且舉辦"趙詠華簡單的幸福"大型演唱會。
2014年和2015年，連續兩年為羅東聖母醫院老人醫療大樓舉辦籌款義演。
2021年3月27日，和林俊逸在台北國際會議中心，舉辦「華逸登場」演唱會。

## 軼聞
從小到大就喜歡史努比，一直沒有改變。現在家裡的茶杯、床單、碗盤都還是史努比的。。

出道後上節目一直不太敢和人家講話，但是一次看到城市少女的況明潔，突然有一種「她上輩子就是我朋友了」的第六感，於是主動上前和況明潔說「我好喜歡妳哦」，並向對方要電話。。

出道前原本是長髮過肩，但公司覺得新人這樣太沒有型了，要求至少要剪短到耳下，比較青春洋溢，結果一再剪短，變成男生般的頭。。

## 音樂作品

### 專輯
| 发行日期       | 专辑名称             | 唱片公司                                                    | 专辑类型 | 专辑曲目 |
| -------------- | -------------------- | ----------------------------------------------------------- | -------- | --- |
| 1988年12月     | 多說一些話           | 首版: 全美有聲製作 點將唱片發行 再版: 滾石唱片              | 专辑     | 曲目 1. 多說一些話 2. 越飛越高 3. 嘿！聽我這首歌 4. 能不能再愛我 5. 愛是否依舊 6. 從來不肯對你說 7. 總會有那麼一次 8. 坐在黑夜裏 9. 夜語 （搭配臺視連續劇－《金粉世家》） |
| 1989年6月1日   | 別問我會不會後悔     | 首版: 全美有聲製作 點將唱片發行 再版: 滾石唱片              | 专辑     | 曲目 1. 別問我會不會後悔 2. 永遠的夢 3. 砂礫與珍珠 4. 讓愛高飛 5. 點亮這一盞燈 6. 寧願沒愛過 7. 俏女孩 8. 其實我沒有太多理想 9. 愛情只是一場夢 10. 讓愛高飛（UP UP AND FLY）                                                                                                 |
| 1990年1月      | 寂寞芳心             | 首版: 全美有聲製作 點將唱片發行 再版(數位): 滾石唱片        | 专辑     | 曲目 1. 寂寞芳心 2. 什麼時候 3. 你說愛情 4. 盼你在此 5. 最冷的夢 6. 因為寂寞才說愛我 7. 嘿！到我夢裡 8. 是誰 9. Hold On To The Nights 10. Wind Beneath My Wings |
| 1990年10月     | 最好衹到這裡         | 首版: 全美有聲製作 點將唱片發行 再版: 滾石唱片              | 专辑     | 曲目 1. 我愛你，最好祇到這裡 2. 夢的延續 3. 搖滾芭蕾 4. 當世界冷落你的時候 5. 不要只是沈默 6. 希望之鴿 7. 我願意去等 8. 電話答錄機 9. 誰懂我的心 10. 希望之鴿（演奏曲） （搭配中視連續劇－《希望之鴿》）                                                                     |
| 1991年9月      | 天天想你             | 首版: 全美有聲製作 點將唱片發行 再版(數位): 滾石唱片        | 专辑     | 曲目 1. 一生能有幾次選擇 2. 天天想你 3. 不只是朋友 4. 隨風而逝 5. 面具 6. 兩樣的你 7. 茉莉花 8. 變 9. 下雨城市 10. 野百合也有春天 |
| 1992年8月      | 我想我已經愛上你     | 首版: 全美有聲製作 寶麗金唱片發行 再版: 滾石唱片            | 专辑     | 曲目 1. 我想我已經愛上你 2. 愛令我想不開 3. 飛向遠方 4. 喜歡感覺你捨不得我 5. 趁著心還能飛 6. 兩樣的我 7. 偷穿媽媽高跟鞋 8. 我以為你懂 9. 夢，守不住心事 |
| 1993年5月      | 只要你對我再好一點   | 首版: 全美有聲製作 寶麗金唱片發行 再版: 滾石唱片            | 专辑     | 曲目 1. 只要你對我再好一點 2. 等你到三更 3. 愛情走過夏日街 4. 好想永遠這樣 5. 我要和他約會嗎 6. 最真的期待 7. 當我想你你想誰 8. 自私 9. 舊愛 10. 只要你對我再好一點Ⅱ |
| 1993年9月      | 求婚                 | 首版: 全美有聲製作 寶麗金唱片發行 再版: 滾石唱片            | 专辑     | 曲目 1. 求婚 2. 誰要我寵壞了你 3. 我們就是這樣走過來 4. 感動 5. 為我自己帶路 6. 希望你過得好 7. 我的夢 8. 用心看世界 9. 忘我的愛 10. 其實你不懂我的心 |
| 1994年6月3日   | 我的愛 我的夢 我的家 | 首版 音樂田製作 滾石唱片發行                                | 专辑     | 曲目 1. 最浪漫的事 2. 我的愛 我的夢 我的家 3. 早餐 4. 我愛大海 5. 動心一輩子 6. 佔有 7. Midnight 台北 8. 吵架 9. 親愛的 10. 妳好嗎 |
| 1996年4月      | 風的顏色             | 首版: 小島音樂製作 寶麗金唱片發行 再版(數位): 金牌大風/華納 | 专辑     | 曲目 1. 我們的故事 2. 像我這樣的女人 3. 風的顏色 4. 寫在手心的愛你 5. 和從前一樣 6. 推開貼近 7. 傷害我你快樂嗎 8. 斷了氣 9. 轉變 10. 早點睡吧 |
| 1996年8月      | Cyndi                | 首版: 小島音樂製作 寶麗金唱片發行 再版(數位): 金牌大風/華納 | 英語專輯 | 曲目 1. In The Summertime 2. Loving You 3. Almaz 4. Good Times 5. Here There And Everywhere 6. The Things We Do For Love 7. Almost Over You 8. Runaway 9. You Don't Have To Say You Love Me 10. Out Here On My Own 11. I Only Want To Be With You 12. Since I Don't Have You |
| 1997年2月      | 只能說遺憾           | 首版: 小島音樂製作 寶麗金唱片發行 再版(數位): 金牌大風/華納 | 專輯     | 曲目 1. 散心 2. 只能說遺憾 3. 我想那是你 4. 你問愛情 5. 原諒 6. 愛你一生都太少 7. 明天換季 8. 暖情歌 9. 喜歡有你的夜 10. 呼吸 |
| 1997年10月29日 | 請你放心             | 首版: 小島音樂製作 寶麗金唱片發行 再版(數位): 金牌大風/華納 | 專輯     | 曲目 1. 請你放心 2. 灰色雨滴 3. 女人·顏色 4. 想不開 5. 好好的過吧 6. 愛的淚珠 7. 時差 8. 等 9. 麵包 10. 海邊一日 |
| 1998年5月20日  | 愛·不愛              | 首版: 小島音樂製作 寶麗金唱片發行 再版(數位): 金牌大風/華納 | 專輯     | 曲目 1. 在沙漠的第七天 2. 愛 不愛 3. 那首歌 4. 心裡那個人不走 5. 無話可說 6. 去愛 7. 寵物 8. 別這樣離開我 9. 愛情是麻煩 10. 給我愛 |
| 2000年12月27日 | Love Cyndi           | 新力音樂                                                    | 專輯     | 曲目 1. Angel 2. 明白 3. 喜歡 4. Hey Girl 5. 最好 6. 要幸福喔 7. 曾經我和你 8. 戀愛Basa 9. 復活 10. 紐約的秋天 |
| 2013年3月29日  | 簡單的幸福           | 滾石唱片                                                    | 專輯     | 曲目 1. 家 2. 雨林 3. 唱歌給你聽 4. 單純的美好 5. 好幸運 6. 帶走一片風景 7. 璀璨如星 8. 慈悲的滋味 9. 給媽媽的話 10. 天堂 |

### EP
| 发行日期       | 专辑名称   | 唱片公司 | 专辑类型 | 专辑曲目                                         |
| -------------- | ---------- | -------- | -------- | ------------------------------------------------ |
| 2006年10月17日 | 红花雨     | 典選音樂 | EP       | 曲目 1. 红花雨 2. Redflower Rain                 |
| 2015年3月6日   | 我願賭服輸 | 豐華唱片 | EP       | 曲目 1. 我願賭服輸 2. 我願賭服輸（Instrumental） |

### 精選專輯
| 发行日期       | 专辑名称                    | 唱片公司                                                    | 专辑类型  | 专辑曲目 |
| -------------- | --------------------------- | ----------------------------------------------------------- | --------- | --- |
| 1992年3月      | 珍藏趙詠華精選輯（一）      | 首版 全美有聲製作 寶麗金唱片發行                            | 精選      | 曲目 |
| 1992年5月      | 珍藏趙詠華精選輯（二）      | 首版 全美有聲製作 寶麗金唱片發行                            | 精選      | 曲目 |
| 1994年12月29日 | 問心無愧                    | 滾石唱片                                                    | 新歌+精選 | 曲目 1. 問心無愧 2. 求婚 3. 只要你對我再好一點 4. 嘿！聽我這首歌 5. 趁著心還能飛 6. 好想永遠這樣 7. 你想聽什麼歌 8. 最浪漫的事 9. 等你到三更 10. Midnight 台北 11. 希望之鴿 12. 永遠的夢 |
| 1998年11月30日 | 擁華                        | 首版: 小島音樂製作 寶麗金唱片發行 再版(數位): 金牌大風/華納 | 新歌+精選 | 曲目 1. 简爱 2. 风的颜色 3. 在沙漠的第七天 4. 只能说遗憾 5. 灰色雨滴 6. 宠物 7. 请你放心 8. 女人·颜色 9. 幸福的可能 10. 散心 11. 我想那是你 12. 我们的故事 13. 麵包 14. 爱你一生都太少 15. 爱 不爱 16. 像我这样的女人 |
| 1999年7月27日  | 相見太晚                    | 滾石唱片                                                    | 新歌+精選 | 曲目 CD1 1. 相見太晚 2. 愛到最深處 3. 只要你對我再好一點 4. 誰要我寵壞了你 5. 問心無愧 6. 求婚 7. 最浪漫的事 8. 我的愛我的夢我的家 9. 最真的期待 10. 我愛你，最好祇到這裡 CD2 1. I will smile 2. 黑夜白天 3. 聽我唱這首歌 4. 愈飛愈高 5. 我想我已經愛上你 6. 趁著心還能飛 7. 別問我會不會後悔 8. 永遠的夢 9. 希望之鴿 10. 從來不肯對你說 |
| 2000年4月      | 感动                        | 滾石唱片                                                    | 精選      | 曲目 CD1 CD2 |
| 2003年1月30日  | 滚石香港黄金十年:赵咏华精选 | 滾石唱片                                                    | 精選      | 曲目 CD1 1. 求婚 2. 感動 3. 早餐 4. 我想我已經愛上你 5. 動心一輩子 6. 最浪漫的事 7. 好想永遠這樣 8. 最真的期待 9. 夢守不住心事 10. 親愛的 11. 我們就是這樣走過來 12. 其實你不懂我的心 13. 永遠的夢 14. 只要你對我再好一點 15. 我的愛，我的夢，我的家                                                                                     |

### 單曲
- 1977年7月：〈小天使〉，日本動畫《小天使》台灣台視首播版本主題曲，收錄於台灣「新黎明唱片」兒童歌曲合輯《兒童之歌》第6集（SLM-5058）
- 1988年：〈別告訴我他傷心〉，與許景淳合唱，收錄於許景淳《別來無恙》專輯
- 1990年：〈無奈〉，收錄於鈕大可《柔情都市》專輯
- 1991年：〈我們的愛情〉，收錄於李明德《其實我不想放棄》專輯
- 2001年：〈我們相愛了〉，收錄於滿文軍《愛無界》專輯
- 2007年：〈藏在微笑裡的秘密〉，收錄於《惡作劇2吻》電視原聲帶
- 2009年：〈I Will Smile〉，收錄於戴愛玲《愛靈靈》專輯
- 2009年：〈幸福的起點〉，收錄於《人間有愛7－靜思智慧‧大愛》合輯
- 2011年：〈美夢人生〉，收錄於《大愛人間9-心光燦爛》合輯
- 2011年：〈月亮下的眼淚〉、〈小河歲月 (國台語版)〉，收錄於《帶一片風景走》電影原聲帶
- 2014年：〈我們都一樣〉，「有愛的地方就有天堂」慈善音樂會主題曲
- 2015年：〈我願賭服輸〉，實體與數位發行的單曲。與音樂製作人達ㄧ生(Doc Eason)合作，為婦女基金會所發表的情傷事件公益歌曲。
- 2016年：〈水尾郵便車〉、〈驚到沒代誌〉、〈OKINAWA Blues〉(收錄於新寶島康樂隊《UP UP》專輯)
- 2021年：〈這個世界〉，將蔡藍欽的作品重新編曲，單曲數位發行
- 2024年：〈暖流〉，《不如海邊吹吹風》影集片頭曲

## 演出作品

### 電視劇
| 年份   | 劇名                        | 角色         | 備註 |
| ------ | --------------------------- | ------------ | ---- |
| 1991年 | 《小侠龙旋风》              | 百里冰       |      |
| 2005年 | 惡作劇之吻                  | 阿利嫂       |      |
| 2007年 | 惡作劇2吻                   | 阿利嫂       |      |
| 2007年 | 《鬥牛，要不要》            | 高潔美       |      |
| 2008年 | 《有你真好》                | 美如         |      |
| 2009年 | 《幸福的起點》              | 林雅美       |      |
| 2013年 | 《你照亮我星球》            | 心理諮商師   |      |
| 2014年 | 《謊言遊戲》                | 節目主持人   |      |
| 2016年 | 《滾石愛情故事-最浪漫的事》 | 麵包攤老闆娘 |      |

### 電影
- 2017年，《52 Hz I Love You》飾 小阿姨

### 舞台劇
- 1996年，屏風表演班十年大戲《京劇啟示錄》
- 2002年，果陀劇場大型歌舞劇《城市之光》
- 2013年，天作之合劇團音樂劇《天堂邊緣》
- 2022年，全民大劇團音樂劇《同學會！同鞋～》

## 主持節目

### 廣播節目
- 1996年，台南府城電台《小華當家》
- 2001年，臺中全國廣播電台《音樂天使》

## 獎項紀錄

### 金曲獎
| 年份   | 頒獎典禮    | 獎項           | 作品               | 結果 |
| 1990年 | 第1屆金曲獎 | 最佳年度歌曲獎 | 〈從來不肯對你說〉 | 提名 |
| 1994年 | 第6屆金曲獎 | 最佳年度歌曲獎 | 〈求婚〉           | 提名 |

## 其他
- 《靜思智慧大愛系列》：2009年 演唱大愛劇場《幸福的起點》主題曲，收錄於《靜思智慧大愛系列》
- YouTube上的沈春華ＬＩＶＥ ＳＨＯＷ 趙詠華離婚哭一年

## 外部連結
- 趙詠華身心靈世界研究中心的Facebook專頁
- 趙詠華的新浪微博
- 趙詠華的Instagram帳戶
- VEVOYouTube上的趙詠華頻道
- 趙詠華在豆瓣上的资料（简体中文）
- 趙詠華在时光网上的簡介（简体中文）